# Mahauiella nayrae
Mahauiella nayrae är en tvåvingeart som beskrevs av Toma 2003. Mahauiella nayrae ingår i släktet Mahauiella och familjen parasitflugor. Inga underarter finns listade i Catalogue of Life.